# NCIS: Полювання на вбивць
«NCIS: Полювання на вбивць» (Кримінально-розшукова служба ВМС — дослівний переклад) (англ. NCIS, Navy NCIS: Naval Criminal Investigative Service; Navy NCIS), а також «Морська поліція: Полювання на вбивць», «Військово-морський відділ з розслідування злочинів», «Військово-морська поліція» — сучасний американський телесеріал, присвячений діяльності федерального агентства з розслідування злочинів при Міністерстві військово-морських сил США, (тобто злочинів, скоєних на флоті, або з участю американських моряків). Це федеральне агентство має назву NCIS (Naval Criminal Investigative Service), цієї ж абревіатурою названий і серіал.
Концепція і деякі персонажі серіалу вперше з'явилися в двосерійному епізоді (№ 8.20 і 8.21, 2003 рік) серіалу того ж телеканалу під назвою Військово-юридична служба (JAG), які стали для нового серіалу пілотними. У тому ж році в новому телевізійному сезоні відбулася прем'єра цього спін-офф серіалу «JAG», що отримав назву «NCIS». Якщо «JAG» був присвячений діяльності юристів флоту (з сильною армійською тематикою і дисципліною), «NCIS» зосереджений на діяльності детективів, багато в чому збігається з розслідуванням звичайних поліцейських (включаючи використання патологоанатомів і криміналістів).
Серіал «NCIS» витримав 8 сезонів, повернувся на екрани в дев'ятому 20 вересня 2011 року. Двома роками раніше, одночасно з прем'єрою 7 сезону, 22 вересня 2009 року був початий показ його спін-офф, присвяченого діяльності подібного відділу в Лос-Анджелесі — «NCIS: Лос-Анджелес».
11 травня 2015 року CBS повідомив про продовження серіалу на 13 сезон. 29 лютого 2016 року CBS продовжив серіал відразу на 14 і 15 сезони.
3 квітня 2018 року CBS оголосила про продовження NCIS на 16 сезон, прем'єра сезону призначена на 25 вересня 2018 року. Діона Різоновер з'явиться переважно складі, в ролі судмедексперта з 1 епізоду.
11 квітня 2019 року CBS продовжив серіал на 17 сезон, прем'єра відбулася 24 вересня 2019 року. У травні 2020 року CBS продовжив серіал на 18 сезон.
15 квітня 2021 року телеканал CBS продовжив серіал на 19 сезон. Його  прем'єра відбулася 20 вересня 2021 року.

## Опис
Серіал «NCIS» висвітлює діяльність спецагентів вигаданої команди, що належить до Служби кримінальних розслідувань ВМС США, чия штаб-квартира розташована в Washington Navy Yard у Вашингтоні. Вона займається розслідуванням злочинів, скоєних стосовно американських моряків, або американськими моряками. Також окремі серії стосуються розслідувань терористичної діяльності і мають тематику шпигунських фільмів.

## Дійові особи та виконавці
| Персонаж                      | Актор              | Професія                                                                          | Сезони           | Сезони           | Сезони           | Сезони           | Сезони           | Сезони                 | Сезони                 | Сезони                 | Сезони                 | Сезони           | Сезони           | Сезони           | Сезони           | Сезони           | Сезони           | Сезони           | Сезони           | Сезони           | Сезони                 | Сезони           |                  |
| Персонаж                      | Актор              | Професія                                                                          | 1                | 2                | 3                | 4                | 5                | 6                      | 7                      | 8                      | 9                      | 10               | 11               | 12               | 13               | 14               | 15               | 16               | 17               | 18               | 19                     | 20               |                  |
| ----------------------------- | ------------------ | --------------------------------------------------------------------------------- | ---------------- | ---------------- | ---------------- | ---------------- | ---------------- | ---------------------- | ---------------------- | ---------------------- | ---------------------- | ---------------- | ---------------- | ---------------- | ---------------- | ---------------- | ---------------- | ---------------- | ---------------- | ---------------- | ---------------------- | ---------------- | ---------------- |
| Лерой Джетро Гіббс            | Марк Гармон        | Спеціальний агент, керівник команди                                               | У головних ролях | У головних ролях | У головних ролях | У головних ролях | У головних ролях | У головних ролях       | У головних ролях       | У головних ролях       | У головних ролях       | У головних ролях | У головних ролях | У головних ролях | У головних ролях | У головних ролях | У головних ролях | У головних ролях | У головних ролях | У головних ролях | Також у головних ролях |                  |                  |
| Кейтлін Тодд                  | Саша Александер    | Спеціальний агент                                                                 | У головних ролях | У головних ролях | Гість            |                  |                  |                        |                        | Голос                  | Камео                  |                  |                  | Гість            | Гість            |                  |                  |                  |                  |                  |                        |                  |                  |
| Ентоні Діноззо                | Майкл Везерлі      | Спеціальний агент, заступник Л. Д. Гіббса                                         | У головних ролях | У головних ролях | У головних ролях | У головних ролях | У головних ролях | У головних ролях       | У головних ролях       | У головних ролях       | У головних ролях       | У головних ролях | У головних ролях | У головних ролях | У головних ролях |                  |                  |                  |                  |                  |                        |                  |                  |
| Зіва Давид                    | Коте де Пабло      | Спеціальний агент/офіцер зв'язку Моссад                                           |                  |                  | У головних ролях | У головних ролях | У головних ролях | У головних ролях       | У головних ролях       | У головних ролях       | У головних ролях       | У головних ролях | У головних ролях |                  |                  |                  |                  | Гість            | Періодично       |                  |                        |                  |                  |
| Елеонор Бішоп                 | Емілі Вікершем     | Аналітик АНБ/Спеціальний агент                                                    |                  |                  |                  |                  |                  |                        |                        |                        |                        |                  | У головних ролях | У головних ролях | У головних ролях | У головних ролях | У головних ролях | У головних ролях | У головних ролях | У головних ролях |                        |                  |                  |
| Еббі Шуто                     | Полі Перретт       | Криміналіст                                                                       | У головних ролях | У головних ролях | У головних ролях | У головних ролях | У головних ролях | У головних ролях       | У головних ролях       | У головних ролях       | У головних ролях       | У головних ролях | У головних ролях | У головних ролях | У головних ролях | У головних ролях | У головних ролях |                  |                  |                  |                        |                  |                  |
| Тімоті МакГі                  | Шон Мюррей (актор) | Спеціальний агент, з 14 сезону — заступник Л. Д. Гіббса.                          | Періодично       | У головних ролях | У головних ролях | У головних ролях | У головних ролях | У головних ролях       | У головних ролях       | У головних ролях       | У головних ролях       | У головних ролях | У головних ролях | У головних ролях | У головних ролях | У головних ролях | У головних ролях | У головних ролях | У головних ролях | У головних ролях | У головних ролях       | У головних ролях |                  |
| Дженні Шепард                 | Лорен Холлі        | Директор агентства                                                                |                  |                  | У головних ролях | У головних ролях | У головних ролях |                        |                        |                        | Камео                  |                  |                  | Гість            |                  |                  |                  |                  |                  |                  |                        |                  |                  |
| Леон Венс                     | Роккі Керол        | Директор агентства                                                                |                  |                  |                  |                  | Періодично       | У головних ролях       | У головних ролях       | У головних ролях       | У головних ролях       | У головних ролях | У головних ролях | У головних ролях | У головних ролях | У головних ролях | У головних ролях | У головних ролях | У головних ролях | У головних ролях | У головних ролях       | У головних ролях | У головних ролях |
| Доктор Дональд «Дакі» Маллард | Девід Маккаллум    | Головний патологоанатом, потім пізніше історик морполу                            | У головних ролях | У головних ролях | У головних ролях | У головних ролях | У головних ролях | У головних ролях       | У головних ролях       | У головних ролях       | У головних ролях       | У головних ролях | У головних ролях | У головних ролях | У головних ролях | У головних ролях | У головних ролях | У головних ролях | У головних ролях | У головних ролях | Гість                  |                  |                  |
| Джиммі Палмер                 | Браян Дитцин       | Помічник патологоанатома, потім пізніше Головний патологоанатом                   | Періодично       | Періодично       | Періодично       | Періодично       | Періодично       | Також у головних ролях | Також у головних ролях | Також у головних ролях | Також у головних ролях | У головних ролях | У головних ролях | У головних ролях | У головних ролях | У головних ролях | У головних ролях | У головних ролях | У головних ролях | У головних ролях | У головних ролях       | У головних ролях |                  |
| Ніколас «Нік» Торрес          | Вілмер Вальдеррама | Спеціальний агент                                                                 |                  |                  |                  |                  |                  |                        |                        |                        |                        |                  |                  |                  |                  | У головних ролях | У головних ролях | У головних ролях | У головних ролях | У головних ролях | У головних ролях       | У головних ролях |                  |
| Олександра «Алекс» Квінн      | Дженніфер Еспосіто | Ексінструктор FLETC/Спеціальний агент                                             |                  |                  |                  |                  |                  |                        |                        |                        |                        |                  |                  |                  |                  | У головних ролях |                  |                  |                  |                  |                        |                  |                  |
| Клейтон Рівз                  | Дуейн Генрі        | Спеціальний агент/аташе Британської Таємної служби розвідки (SIS)                 |                  |                  |                  |                  |                  |                        |                        |                        |                        |                  |                  |                  | Періодично       | У головних ролях | У головних ролях |                  |                  |                  |                        |                  |                  |
| Жаклін «Джекі» Слоан          | Марія Белло        | Спеціальний агент/Практикуючий судовий психолог                                   |                  |                  |                  |                  |                  |                        |                        |                        |                        |                  |                  |                  |                  |                  | У головних ролях | У головних ролях | У головних ролях | У головних ролях |                        |                  |                  |
| Кейсі Гайнс                   | Діона Різоновер    | Криміналіст, судмедексперт                                                        |                  |                  |                  |                  |                  |                        |                        |                        |                        |                  |                  |                  |                  |                  | Періодично       | У головних ролях | У головних ролях | У головних ролях | У головних ролях       | У головних ролях |                  |
| Джессіка "Джесс" Найт         | Катріна Ло         | Спеціальний агент (SA)                                                            |                  |                  |                  |                  |                  |                        |                        |                        |                        |                  |                  |                  |                  |                  |                  |                  |                  | Гість            | У головних ролях       | У головних ролях |                  |
| Олден Паркер                  | Ґері Коул          | Спеціальний агент ФБР / Спеціальний агент з нагляду, новий керівник команди (SSA) |                  |                  |                  |                  |                  |                        |                        |                        |                        |                  |                  |                  |                  |                  |                  |                  |                  |                  | У головних ролях       | У головних ролях |                  |

## Характеристики героїв
Лерой Джетро Ґіббз — колишній морпіх, жорсткий слідчий і висококласний дізнавач, покладається більше на свій інстинкт, ніж на докази. 1991 року під час однієї із військових операцій його першу дружину та дочку було жорстоко вбито. Лерой помстився убивці своїх рідних і вирішив зробити все, аби у цьому світі було більше справедливості. Він вирішив створити підрозділ, який зможе розкривати найскладніші випадки.
Ентоні Діноззо — другий в команді. Колишній детектив відділу вбивств, бабій і любитель цитат із класичних фільмів. 2001 року він приєднався до NCIS. Головному герою серіалу Ґіббзу Ентоні нагадує його самого в молодості. Діноззо має чудову інтуїцію та хист знаходити вихід із найскладніших ситуацій.
Кейтлін «Кейт» Тодд — чарівна жінка і за сумісництвом колишній агент спеціальної секретної служби, яку вигнали з роботи через роман із співробітником. Лерой Ґіббз одразу ж після звільнення запросив Кейтлін до NCIS, де вона стала одним із найуспішніших працівників.
Еббі Шуто — криміналіст, «готеса» і любителька кави. Експерт з багатьох галузей криміналістики, зокрема, балістики та ДНК-експертизи. Її образ один із найяскравіших у серіалі — Еббі готесса, проте, за словами її колег, «найщасливіша у світі».
Доктор Дональд «Дакі» Маллард — головний патологоанатом, ексцентрик і головне джерело всіляких історій. Доктор Маллард уродженець Шотландії, близький друг головного героя серіалу — агента Ґіббза. Однією із особливостей Дакі Малларда є його вміння «читати» людей, яке він здобув завдяки глибокому вивченню психології. Маллард також вміє віртуозно розшифровувати докази, залишені на місці злочину, навіть у тих випадках, коли тіла жертви не було знайдено.
Тімоті МакҐі — молодший польовий агент, стажер і комп'ютерний геній. Талановитий консультант зі всіх видів експертиз. Незамінний помічник головного героя NCIS — агента Ґіббза.

## Епізоди
На даний момент в ефір вийшли 470 епізодів, наразі триває 22-й сезон. Прем'єра 22 сезону відбулася 14 жовтня 2024 року. 
| Сезон | Епізоди | Епізоди | Оригінальний показ | Оригінальний показ |
| Сезон | Епізоди | Епізоди | Перший показ       | Останній показ     |
| ----- | ------- | ------- | ------------------ | ------------------ |
| 1     | 23      | 23      | 23 вересня 2003    | 25 травня 2004     |
| 2     | 23      | 23      | 28 вересня 2004    | 24 травня 2005     |
| 3     | 24      | 24      | 20 вересня 2005    | 16 травня 2006     |
| 4     | 24      | 24      | 19 вересня 2006    | 22 травня 2007     |
| 5     | 19      | 19      | 25 вересня 2007    | 20 травня 2008     |
| 6     | 25      | 25      | 23 вересня 2008    | 19 травня 2009     |
| 7     | 24      | 24      | 22 вересня 2009    | 25 травня 2010     |
| 8     | 24      | 24      | 21 вересня 2010    | 17 травня 2011     |
| 9     | 24      | 24      | 20 вересня 2011    | 15 травня 2012     |
| 10    | 24      | 24      | 25 вересня 2012    | 14 травня 2013     |
| 11    | 24      | 24      | 24 вересня 2013    | 13 травня 2014     |
| 12    | 24      | 24      | 23 вересня 2014    | 12 травня 2015     |
| 13    | 24      | 24      | 22 вересня 2015    | 17 травня 2016     |
| 14    | 24      | 24      | 20 вересня 2016    | 16 травня 2017     |
| 15    | 24      | 24      | 26 вересня 2017    | 22 травня 2018     |
| 16    | 24      | 24      | 25 вересня 2018    | 21 травня 2019     |
| 17    | 20      | 20      | 24 вересня 2019    | 14 квітня 2020     |
| 18    | 16      | 16      | 17 листопада 2020  | 25 травня 2021     |
| 19    | 21      | 21      | 20 вересня 2021    | 23 травня 2022     |
| 20    | 22      | 22      | 19 вересня 2022    | 22 травня 2023     |
| 21    | 10      | 10      | 12 лютого 2024     | 6 травня 2024      |
| 22    | 3       | 3       | 14 жовтня 2024     | 2025               |

## Досягнення та нагороди серіалу
2017
- People's Choice Awards

2013
- California on Location Awards

2012
- ASCAP Film and Television Music Awards

2011
- ALMA Awards
- ASCAP Film and Television Music Awards
- Imagen Foundation Awards
- Young Artist Awards

2010
- ASCAP Film and Television Music Awards

2009
- ASCAP Film and Television Music Awards
- BMI Film & TV Awards

2008
- ASCAP Film and Television Music Awards
- California on Location Awards
- BMI Film & TV Awards
- Imagen Foundation Awards

2007
- ASCAP Film and Television Music Awards

2006
- ASCAP Film and Television Music Awards

2005
- BMI Film — TV Awards

2004
- ASCAP Film and Television Music Awards

## Саундтрек
CBS Records випустила перший саундтрек шоу 10 лютого 2009 року. Офіційний ТВ-саундтрек складається з двох дисків, що включають 22 треки. Диск включає в себе нові пісні від найкращих виконавців і займає значне місце в епізодах серіалу, а також включає оригінальну тему шоу «Numeriklab» (випускається вперше) та ремікс на неї від групи «Ministry». Саундтрек також включає в себе пісні у виконанні актрис Полі Перретт і Коте де Пабло.
Наступна частина саундтреку була випущено 3 листопада 2009 року. «NCIS: The Official TV Soundtrack — Vol.2» являє собою один диск, що включає 12 треків, який охоплює безліч пісень (багато раніше не видавалися).
Альбом «NCIS: The Official TV Score», випущений 29 березня 2011 року, є третім альбомом саундтреку до телевізійного серіалу «Морська поліція: Спецпідрозділ».

## Спін-офф
«NCIS: Лос-Анджелес» представлений, як спін-офф телесеріалу «NCIS». Знімання почали в лютому 2009 року. Пілотна серія складається з двох частин і називається «Легенда» («NCIS» 6х22, 23), перша частина вийшла в ефір 28 квітня 2009 року.
Кріс О'Доннелл грає головного героя, Джі Каллена, провідного агента, про природний талант до таємної роботі якого ходять легенди. LL Cool J грає роль спеціального агента Сема Ханна, колишнього морського котика, який вільно говорить по-арабськи і є фахівцем з культури Близького Сходу. Даніела Руа грає агента на ім'я Кенсит Блай. Адам Ямал Крейг грає новачка, агента Домініка Вейл, протягом 21 серії першого сезону, але згодом пішов з проєкту. Ерік Крістіан Олсен грає Марті Дікса, офіцера зі зв'язків з поліцією Лос-Анджелеса.
5 січня 2024 року було оголошено, що ведеться робота над серіалом Морська поліція: Початок , що є спіно-ффом і приквелом, заснованим на перших днях Лероя Джетро Гіббса як агента NCIS. Марк Гармон Хармон збирається повторити свою роль Гіббса в ролі оповідача. Вихід серіалу запланований на сезон 2024–2025 років. У березні 2024 року було оголошено, що Остін Стовелл обраний на роль Лероя Джетро Гіббса.